# Posch Jenő
Posch Jenő (Pozsony, 1859. augusztus 4. – Budapest, Ferencváros, 1923. június 30.) főgimnáziumi tanár, filozófiai író, pedagógus, a Magyar Tudományos Akadémia levelező tagja (1920). Posch Árpád tanár-író testvérbátyja. 

## Élete
Posch Ágoston ügyvéd, majd a királyi ítélőtábla bírája és Slubek (Szlopek) Laura fia. Középiskoláit Budapesten a kegyesrendi gimnáziumban végezte, azután a budapesti tudományegyetemen bölcselethallgató volt; ott 1881-ben tanári oklevelet szerzett a bölcseletből és a magyar nyelvből, később a latin és német nyelvből is. 1884-ben a sátoraljaújhelyi piarista gimnáziumban helyettes tanár volt. 1885-ben a debreceni algimnáziumba, majd 1886-ban a miskolci katolikus gimnáziumba nevezték ki tanárnak. Innét négy év múlva a szolnoki állami főgimnáziumhoz, 1898-ben pedig a budapesti VIII. kerületi főgimnáziumhoz helyezték át. Az idő elmélete című műve, valamint azon ténye, hogy 1896. február 22-én felekezeten kívüli lett, szemet szúrt néhány katolikus tanártársa előtt. E miatt a képviselőházban meginterpellálták a közoktatási minisztert, aki 1896. március 14-én és 1898. április 16-án azt a választ adta, hogy a tanításba nem enged bevinni felekezeten kívüli, materialisztikus nézeteket, de a tudományos téren való nézetnyilvánitást nem korlátozhatja. 1920-ban vonult nyugdíjba. Halálát vérmérgezés okozta.
Cikkei az Athenaeumban (III. 1894. Az idő elmélete), a Magyar Paedagogiában (1898. Időelmélet és közhiedelmek); az Egyetemes Philologiai Közlönyben (1902. Vörösmarty «Julius Caesar» fordításáról); írt még a Magyar Philosophiai Társaság Közleményeibe.

## Munkái
- Az idő elmélete. Az e tárgyra vonatkozó főbb philosophiai nézetek ismertetésével és birálatával. I. rész. Elmélet. II. rész. Történelem. Bpest, 1896. 1897. (Nyomatott Szolnokon. Kivonatosan: Anfangspunkte zu einer Theorie der zeitsovrstellung c. a lipcsei Vierteljahrschrift für wissenschaftliche Philosophie 1899. és 1900. évfolyamában).
- Időelmélet és közhiedelmek. Magy. Ped. 1898.
- Lelki jelenségeink és természetük. 1915.
- Az öngyilkosság lélek- és erkölcstani szempontból. Akadémiai székfoglaló, Nyugat, 1921.